# Xaniona reticulata
Xaniona reticulata är en insektsart som först beskrevs av Oshanin 1891.  Xaniona reticulata ingår i släktet Xaniona och familjen dvärgstritar. Inga underarter finns listade i Catalogue of Life.